# Mr Bates vs The Post Office
Mr Bates vs The Post Office is een Britse miniserie in vier afleveringen van ongeveer 46 minuten geschreven door Gwyneth Hughes en geregisseerd door James Strong. Toby Jones speelt de hoofdrol. De serie werd uitgezonden van 1 tot 4 januari 2024 op ITV. 
De serie werd in België uitgezonden op RTBF (La Une, eerste televisiezender van RTBF) van februari 2025 tot en met maart 2025, en op Arte in maart 2025. In Nederland was de serie te zien op NPO Start. 

## Synopsis
De serie is een dramatisering van het schandaal bij de Britse posterijen, een gerechtelijke dwaling waarbij, op basis van een defect computersysteem genaamd "Horizon", honderden postkantoorhouders ten onrechte werden aangeklaagd en vervolgd wegens diefstal, valse boekhouding of fraude, en 200 postkantoorhouders werden gevangengezet.
De televisieserie was ITV's grootste kijkcijfersucces in twee decennia en had een onmiddellijke en enorme impact op de bekendheid van het publiek met het schandaal.
Een week na de publicatie ervan  lanceerde de Britse premier Rishi Sunak een wetsontwerp om postkantoorhouders collectief te compenseren en hun naam te zuiveren.
'"Wat de regering tot actie aanzette, was de woede die onze serie opriep onder het Britse volk. Het legde de stemming van het land vast," vertelde producent Patrick Spence aan de krant Le Monde.
Postbediende Alan Bates is populair geworden in het Verenigd Koninkrijk. In mei 2024 werd hij in Windsor Castle geridderd door koning Charles III voor zijn verdiensten voor de gerechtigheid. 

## Rolverdeling
- Toby Jones: Alan Bates
- Monica Dolan: Jo Hamilton
- Julie Hesmondhalgh (en): Suzanne Sercombe
- Alex Jennings: James Arbuthnot
- Ian Hart: Bob Rutherford
- Lia Williams: Paula Vennells
- Will Mellor: Lee Castleton
- Amy Nuttall: Lisa Castleton
- Susan Brown: Min Howard
- Krupa Pattani: Saman Kaur
- Amit Sjah: Jas Singh
- Colin Tierney: Martin Griffiths
- Clare Calbraith:Gina Griffiths
- Shaun Dooley: Michael Rudkin
- Lesley Nicol: Pam Stubbs
- John Hollingworth: James Hartley
- Adam James: Patrick Groen QC
- Katherine Kelly: Angela van den Bogerd
- Isobel Middleton: Kay Linnell
- Pip Torrens: Rechter Peter Fraser